# فافيلا

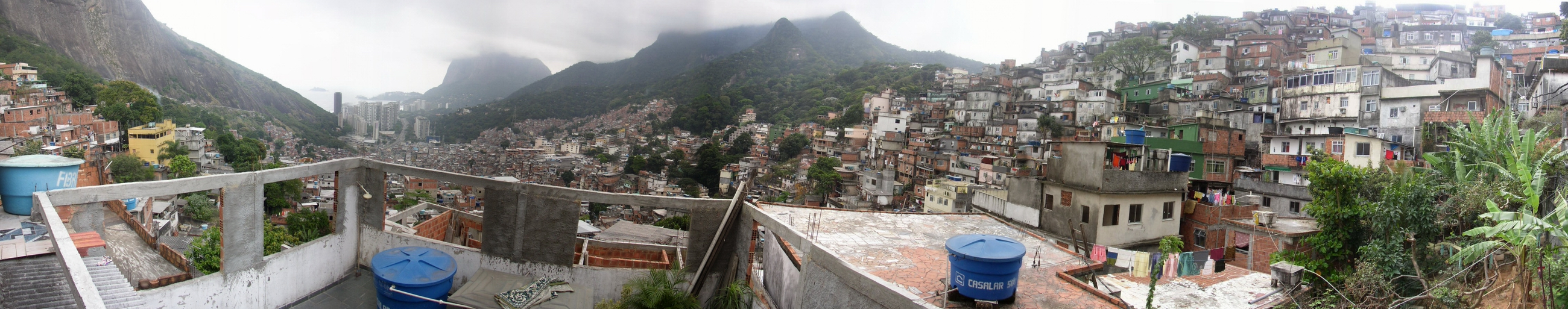
فافيلا ريو دي جانيرو - روسينيه

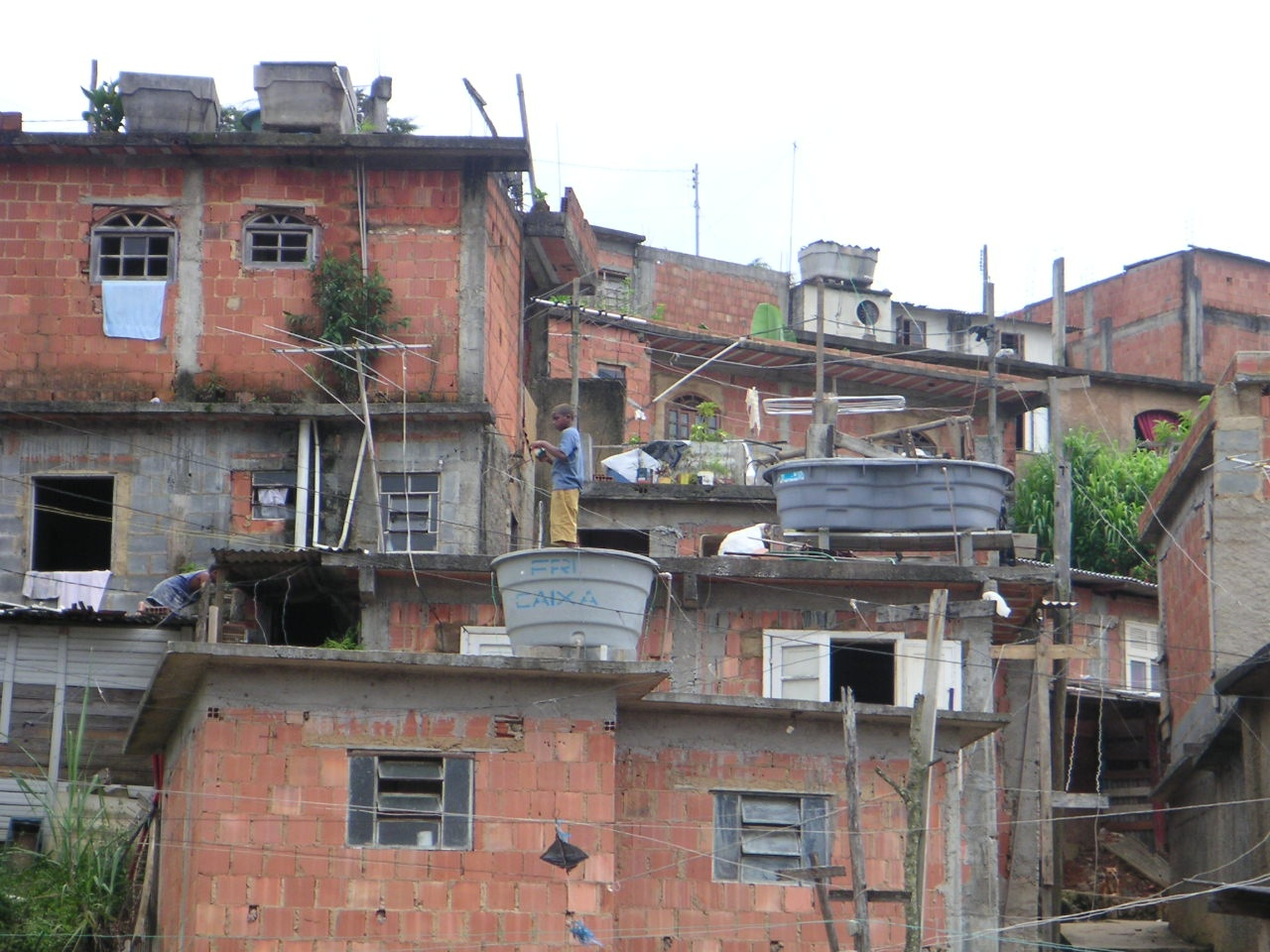
جزء من الفافيلا بـريو دي جانيرو

فافيلا (بالبرتغالية: Favelas no Brasil‏) هي كلمة برتغالية يقصد بها الاحياء العشوائية أو القصديرية التي تنتشر في دول عديدة منها البرازيل. سكانها يعانون من نقص البنية التحتية والدخل القليل، بيوتها من قطع الخشب أو من البواقي المعدنية، وعادة تنبى على اراضي غير شرعية وبنايات غير مرخصة، تنتشر بكثرة في المناطق العواصم البرازيلية ذات الحركة الاقتصادية القوية والجو الدافئ. يعتبر أغلب سكان (الفافيلا) فقراء أو تحت خط الفقر ،يعيشون بأقل من 100 دولار أمريكي بالشهر، وتعاني (الفافيلا) من جرائم القتل، المخدرات، وحرب العصبات. أصبحت فافيلا مشهورة بالعصابات حتى ان هنا العاب كـ (MW2) استخدمت هذا المكان وادرجته إلى اللعبة.
ظهرت أول فافيلا، المعروفة الآن باسم Providência (احياء العناية الإلهية) في وسط ريو دي جانيرو ، في أواخر القرن التاسع عشر، حيث بناها الجنود الذين لم يجدوا مكانًا للعيش بعد حرب كانودوس. بعض المستوطنات الأولى كانت تسمى بالأحياء الأفريقية. على مر السنين، انتقل العديد من الأفارقة المستعبدين السابقين. حتى قبل ظهور الفافيلا الأولى، تم إبعاد المواطنين الفقراء عن المدينة وأجبروا على العيش في الضواحي البعيدة. ومع ذلك، ظهرت معظم الأحياء الفقيرة الحديثة في السبعينات بسبب الهجرة الجماعية ، عندما غادر الكثير من الناس المناطق الريفية في البرازيل وانتقلوا إلى المدن. حيث لم يجدوا أماكن للعيش، وجد الكثير من الناس أنفسهم في الأحياء الفقيرة. و أظهرت بيانات التعداد الصادرة في ديسمبر 2011 من قبل المعهد البرازيلي للجغرافيا والإحصاء (IBGE) أنه في عام 2010 ، كان حوالي 6 بالمائة من سكان البرازيل يعيشون في الأحياء الفقيرة.